# باول بوزر
باول بوزر (بالإنجليزية: Paul Bowser)‏ هو مروج أمريكي، ولد في 28 مايو 1886، وتوفي في 17 يوليو 1960 في مستشفى ماساتشوستس العام في الولايات المتحدة بسبب نوبة قلبية.

## روابط خارجية
- باول بوزر على موقع CageMatch worker (الإنجليزية)